# 桑原三郎
桑原 三郎（くわばら さぶろう、1926年12月20日 - 2009年1月21日）は日本の教育者、児童文学者、文学博士。日本児童文芸家協会顧問、慶應義塾福澤研究センター顧問。
人形劇『きかんしゃトーマス』の原作となった絵本『汽車のえほん』の翻訳者のひとり。

## 経歴
1926年、群馬県利根郡池田村大字奈良（現沼田市奈良町）に桑原武一郎、志げの3男として生まれる。父は誕生4ヶ月前に腹膜炎で急死、母も生後8ヶ月足らずで脳溢血で死亡、祖母そめとともに乳母杉野そうのもとで育った。12歳年上の兄真一郎を父親代わりに、5歳年上の姉富子が教育係になって幼少期を過ごした。その姉も18歳の時、災害死して兄1人ともう1人の姉朝子が記憶に残る兄弟となったためか、兄弟愛は強かった。旧制沼田中学校を経て、1948年（昭和23年）、慶應義塾大学文学部心理学科を卒業。慶應義塾幼稚舎教諭、慶應義塾大学文学部講師を経て、1990年（平成2年）、白百合女子大学児童文学学科教授。1998年、同大学を退職。2009年、死去。
日本児童文芸家協会、慶應義塾福澤研究センター顧問を務めた。
1995年、松井千恵と監修を務めた『巖谷小波「十亭叢書」の註解』で日本児童文学学会賞特別賞受賞。1998年、日本児童文学学会賞特別賞受賞。

## 代表的な著訳書

### 単著
- 『イギリスの義務教育』　慶應通信、1970年。
- 『「赤い鳥」の時代―大正の児童文学』　慶應通信、1975年。
- 『諭吉　小波　未明――明治の児童文学――』　慶應通信、1979年。
- 『福沢諭吉おもしろ百科―西洋思想を普及させた明治の偉人』　永岡書店、1980年。
- 『児童文学と国語教育』　慶應通信、1983年。ISBN 978-4766402865
- 『少年倶楽部の頃―昭和前期の児童文学』　慶應通信、1987年。ISBN 978-4766403640
- 『福沢先生百話』　福沢諭吉協会、1988年。ISBN 978-4892461699
- 『福沢諭吉―その重層的人間観と人間愛』　丸善、1992年。ISBN 978-4621050484
- 『福澤諭吉と桃太郎―明治の児童文化』　慶應義塾大学出版会、1996年。ISBN 978-4766406214
- 『愛の一字―父親 福沢諭吉を読む』　築地書館、1998年。ISBN 978-4806776970
- 『児童文学の故郷』　岩波書店、1999年。ISBN 978-4000042468
- 『随想集　下湧別村』　慶應義塾大学出版会、1999年。ISBN 978-4766407655
- 『福澤諭吉の教育観』　慶應義塾大学出版会、2000年。ISBN 978-4766408300
- 『児童文学の心』　慶應義塾大学出版会、2002年。ISBN 978-4766409635
- 『徹底大研究 日本の歴史人物シリーズ〈7〉福沢諭吉』　ポプラ社、2003年。ISBN 978-4591075562

### 編著
- 『鈴木三重吉童話全集』全10巻　文泉堂書店、1975年。
- 『日本児童文学大系〈1〉巌谷小波集』　ほるぶ出版、1977年。
- 『日本児童文学大系〈10〉鈴木三重吉集』　ほるぶ出版、1978年。
- 小川未明（著）　『小川未明童話集』　岩波書店〈岩波文庫〉、1996年。ISBN 978-4003114919

### その他
- 千葉俊二（編集）　『日本児童文学名作集〈上〉』　岩波書店〈岩波文庫〉、1994年。ISBN 978-4003114315
- 千葉俊二（編集）　『日本児童文学名作集〈下〉』　岩波書店〈岩波文庫〉、1994年。ISBN 978-4003114322
- 白百合児童文化研究センター（監修）　『巌谷小波日記〈自明治二十年至明治二十七年〉翻刻と研究』　慶應義塾大学出版会、1998年。ISBN 978-4766406887

### 翻訳書
- 汽車のえほん